# سانتیاگو داویو
سانتیاگو داویو (انگلیسی: Santiago Davio؛ زادهٔ ۳ فوریهٔ ۱۹۸۵) بازیکن فوتبال اهل آرژانتین است.